# 兰州大学图书馆
兰州大学图书馆是中国兰州大学的图书馆，现为中国高等教育文献保障系统甘肃省中心。本馆又名积石堂，其历史可追溯至1909年。曾与兰州白塔、黄河铁桥、兰州饭店并称为兰州地区的四大标志性建筑。

## 历史沿革
1909年，成立甘肃法政学堂，设有图书室。1913年，以清代贡院遗留的观成堂为书库，至公堂为阅览室。1913年，在法政学堂基础上创办甘肃公立法政专门学校。校址在兰州西关萃英门原贡院。图书馆有阅览室和图书保存室各一间。
1928年，扩建为兰州中山大学，以“观成堂”作为图书馆。1931年，先后改称甘肃大学、省立甘肃学院。黄文渊、司秋云等历任图书馆主任。1936年有馆舍五间。1944年7月，改称国立甘肃学院:595。
1946年3月26日，国立甘肃学院图书馆和国立西北医学院兰州分院图书馆合并成立国立兰州大学图书馆。何日章任图书馆主任。1948年夏，新增建砖木结构藏书楼两座，馆舍总面积达1616平方米。馆名积石堂，取大禹治水“导河积石”之意:596。 
1949年，中国人民解放军解放兰州，兰州市军事管制委员会接管国立兰州大学。同年更名为兰州大学，时任校务委员、地理系副教授冯绳武兼任兰州大学图书馆馆长。
1956年，兰州大学从萃英门迁往天水路新址。其中占用文科教学楼北端教室2千平方米作图书馆馆舍。1962年，新建积石堂，面积0.78万平方米。1977年进行增建，总面积达1.1万平方米。
1998年5月，扩建积石堂图书馆。新馆由建筑师关肇邺主持设计，保留了欧式风格和作为旧馆标志的钟塔，面积达2万余平方米。
2004年11月，总面积6千余平方米的兰州医学院图书馆并入兰州大学图书馆，改称兰州大学图书馆医学馆。2005年9月，建成面积3.8万平方米的榆中校区图书馆（昆仑堂），及2千平米一分部馆，总建筑面积达6.7万平方米。
2009年，入选第二批全国古籍重点保护单位。同年6月9日，时任中共中央政治局常委、中央书记处书记、国家副主席习近平视察了兰州大学图书馆。2010年，入选甘肃省古籍重点保护单位。
2023年4月25日，本部中心馆被公布为第九批甘肃省文物保护单位。

## 馆藏
1914年，甘肃公立法政专门学校图书馆有藏书3379册。1946年，国立甘肃学院图书馆共有藏书27721册。1948年，国立兰州大学图书馆共有藏书11万册。1952年全国院系调整后，兰州大学图书馆藏书增至14万册。1965年，藏书量为65万册。1978，藏书量为100万册。1985年，藏书量为160万册。2004年，共有纸质文献260万册。
明隆庆刻本《续资治通鉴六十四卷》入选第三批“国家珍贵古籍名录”，明万历刻本《张陆二先生批评战国策抄四卷》等50部古籍入选“甘肃省珍贵古籍名录”。

## 分馆

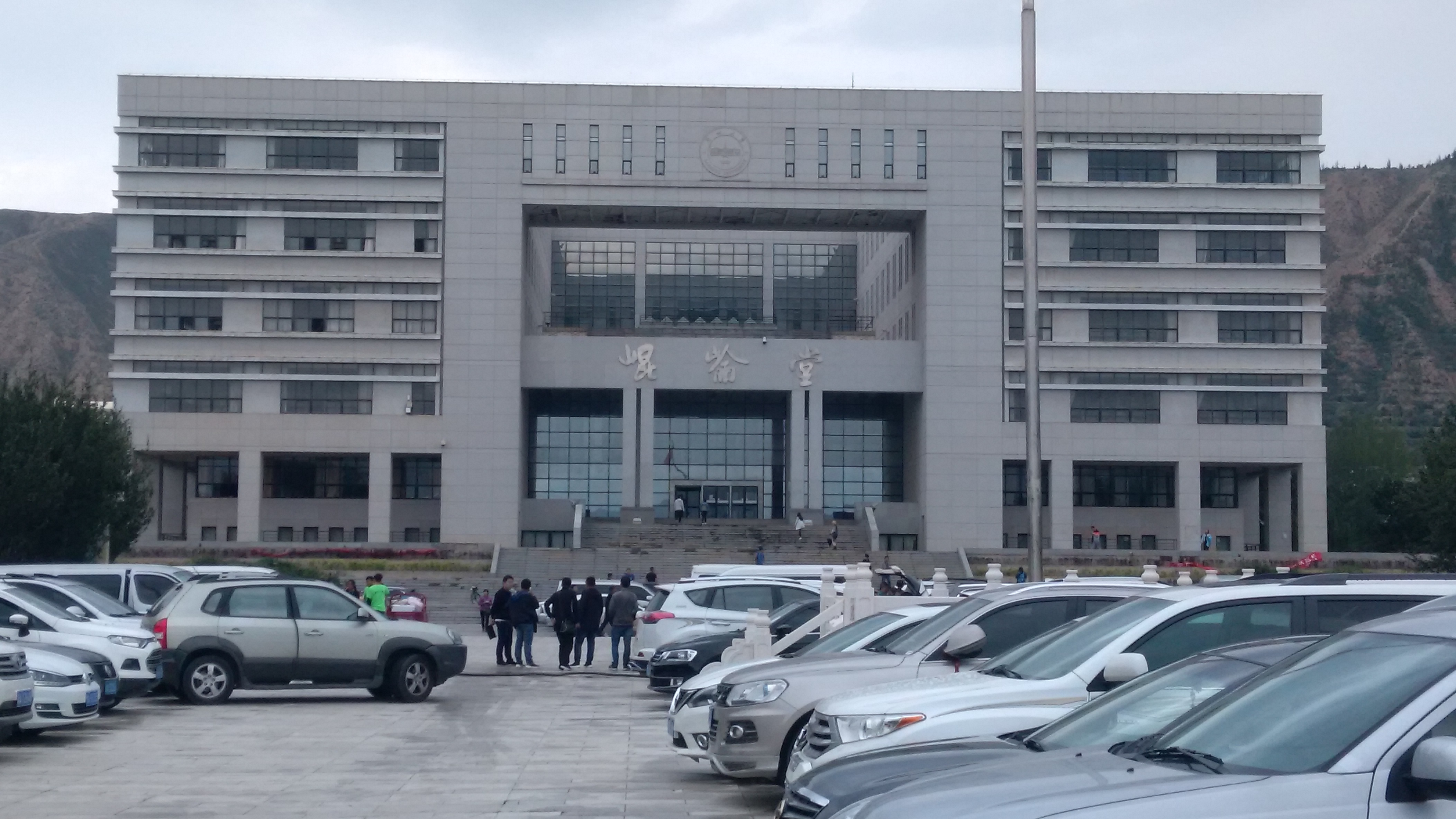
昆仑堂，兰州大学榆中校区图书馆

| 类型 | 名称                                 | 别名               | 地址                      |
| ---- | ------------------------------------ | ------------------ | ------------------------- |
| 本馆 | 兰州大学城关校区（盘旋路校区）图书馆 | 本部中心馆、积石堂 | 兰州市城关区天水南路222号 |
| 分馆 | 兰州大学榆中校区图书馆               | 昆仑堂             | 兰州市榆中县夏官营镇      |
| 分馆 | 兰州大学图书馆医学馆                 |                    | 兰州市城关区东岗西路199号 |

## 历任馆长
| 姓名   | 任期           | 职务/所属院系          |
| ------ | -------------- | ---------------------- |
| 冯绳武 | 1949年－1951年 | 教务委员；地理系副教授 |
| 吴宗汾 | 1951年－1953年 | 经济系教授             |
| 常麟定 | 1953年－1958年 | 动物系教授             |
| 陆润林 | 1958年－1960年 |                        |
| 刘佛吾 | 1962年－1966年 |                        |
| 杨振耀 | 1968年－1973年 |                        |
| 袁植   | 1973年－1976年 |                        |
| 之一   | 1976年－1978年 |                        |
| 王正宇 | 1978年－1988年 |                        |
| 朱滋生 | 1988年－1996年 |                        |
| 赵书城 | 1996年－2003年 | 物理系教授             |
| 江志学 | 2003年－2008年 |                        |
| 沙勇忠 | 2008年－2017年 | 管理学院教授           |
| 田中禾 | 2017年－       | 管理学院               |